# James A. Murray
 (juillet 2024).
Pour les articles homonymes, voir James Murray.

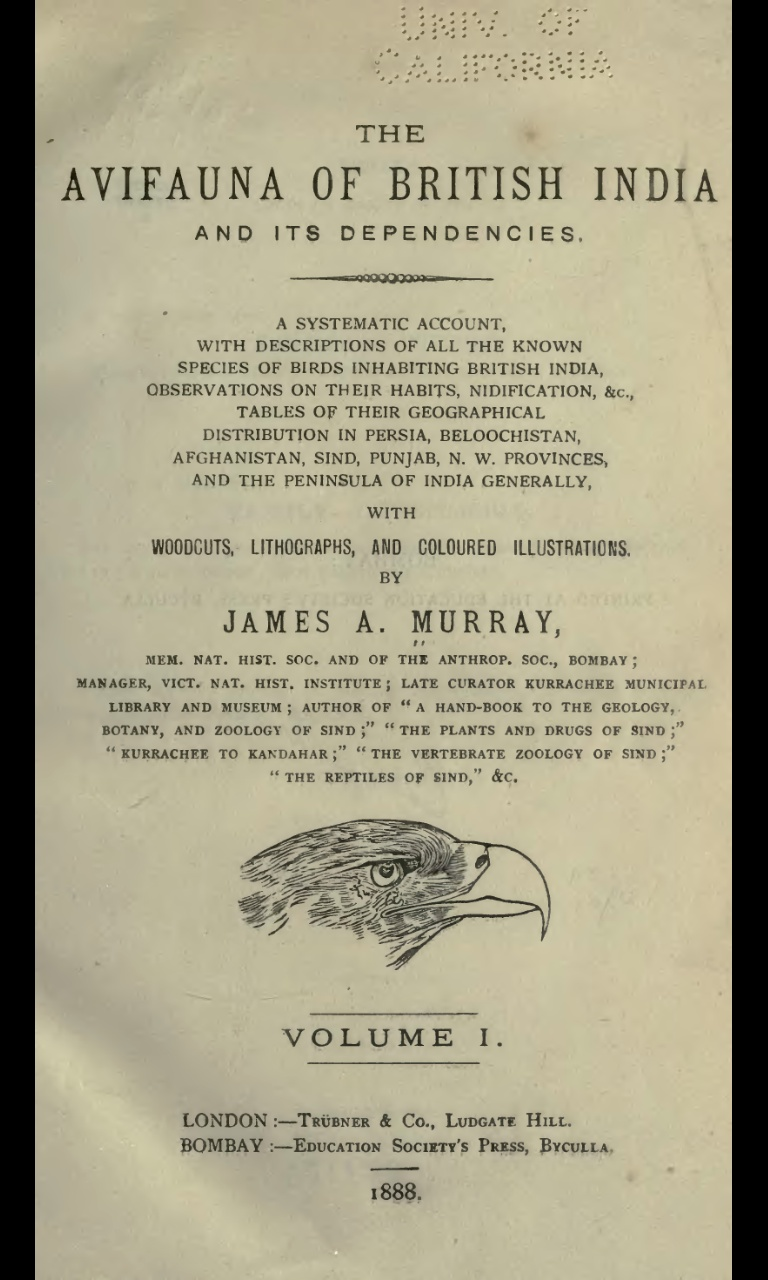

James A. Murray est un zoologiste, directeur du Victoria Natural History Institute puis conservateur du muséum et de la bibliothèque de Karachi. Il est membre de la Natural History and Anthropological Societies.

## Publications
- Murray, J.A. (1890) The Avifauna of the Island of Ceylon. Bombay: Educational Society Press.
- Murray, J.A. (1889) The Edible and Game Birds of British India with its Dependencies and Ceylon. London: Trubner.
- Murray, J.A. (1888) Indian Birds or the Avifauna of British India. Vols. 1-2. London: Trubner & Co.
- Murray, J.A. (1887) The Avifauna of British India and its dependencies.
- Murray, J.A. (1887) The Zoology of Beloochistan and Southern Afghanistan
- Murray, J.A. (1884) The Vertebrate Zoology of Sind : a systematic account, with descriptions of all the known species of Mammals, Birds, and Reptiles inhabiting the province;
- Murray, J.A. (1881) The Plants and Drugs of Sind : being a systematic account, with descriptions, of the indigenous Flora.
- Murray, J.A. (1880) A Handbook to the Geology, Botany, and Zoology of Sind.